# Nothophantes horridus
Nothophantes horridus Merrett & Stevens, 1995 è un ragno appartenente alla famiglia Linyphiidae.
È l'unica specie nota del genere Nothophantes.

## Distribuzione
La specie è stata rinvenuta in Inghilterra, nei pressi della città di Plymouth.

## Tassonomia
Dal 1999 non sono stati esaminati altri esemplari, né sono state descritte sottospecie al 2012.